# Schreventeich
Schreventeich, Kiel-Schreventeich – dzielnica miasta Kilonia w Niemczech, w kraju związkowym Szlezwik-Holsztyn.